# Yangwang
Yangwang (китайська: «仰望», що буквально означає «дивитися вгору» або «захоплюватися») — китайський бренд розкішних електромобілів, що належить BYD Auto. Логотип бренду — це китайський ієрогліф, що означає «блискавка» або «електрика» кістковим шрифтом Oracle. Перший автомобільний бренд, який представив власну платформу технології індивідуального приводу коліс (IWD) BYD під назвою «e4».
Перша модель бренду, повнорозмірний позашляховик U8, була офіційно представлена 5 січня 2023 року на автосалоні в Гуанчжоу, а потім була представлена на китайському ринку 18 квітня 2023 року. На тому ж шоу генеральний директор BYD Ван Чуанфу також представив U9, електричний гіперкар із запатентованою системою активної підвіски «DiSus» (云辇) і заявленим часом розгону 0-100 км/год лише за 2 секунди.

## Маркетинг
Yangwang відкрив свій перший шоу-рум у Шанхаї 27 вересня 2023 року, розташований навпроти вежі «Східна перлина». Станом на жовтень 2023 року на стадії будівництва перебувало 60 шоу-румів Yangwang, а до кінця 2023 року компанія планує відкрити 90 магазинів у 40 містах Китаю. Подібно до Tesla в Китаї, BYD реалізувала відкриття шоурумів Yangwang як свою першу спробу в моделі прямого продажу продукції Yangwang.

## Моделі
- Yangwang U8 — електричний позашляховик-амфібія (2023, початок)[9]
- Yangwang U9 — електричний суперкар (2023, початок)[10].
- Yangwang U7 — електричний розкішний седан (2024, початок)[11]

## Галерея

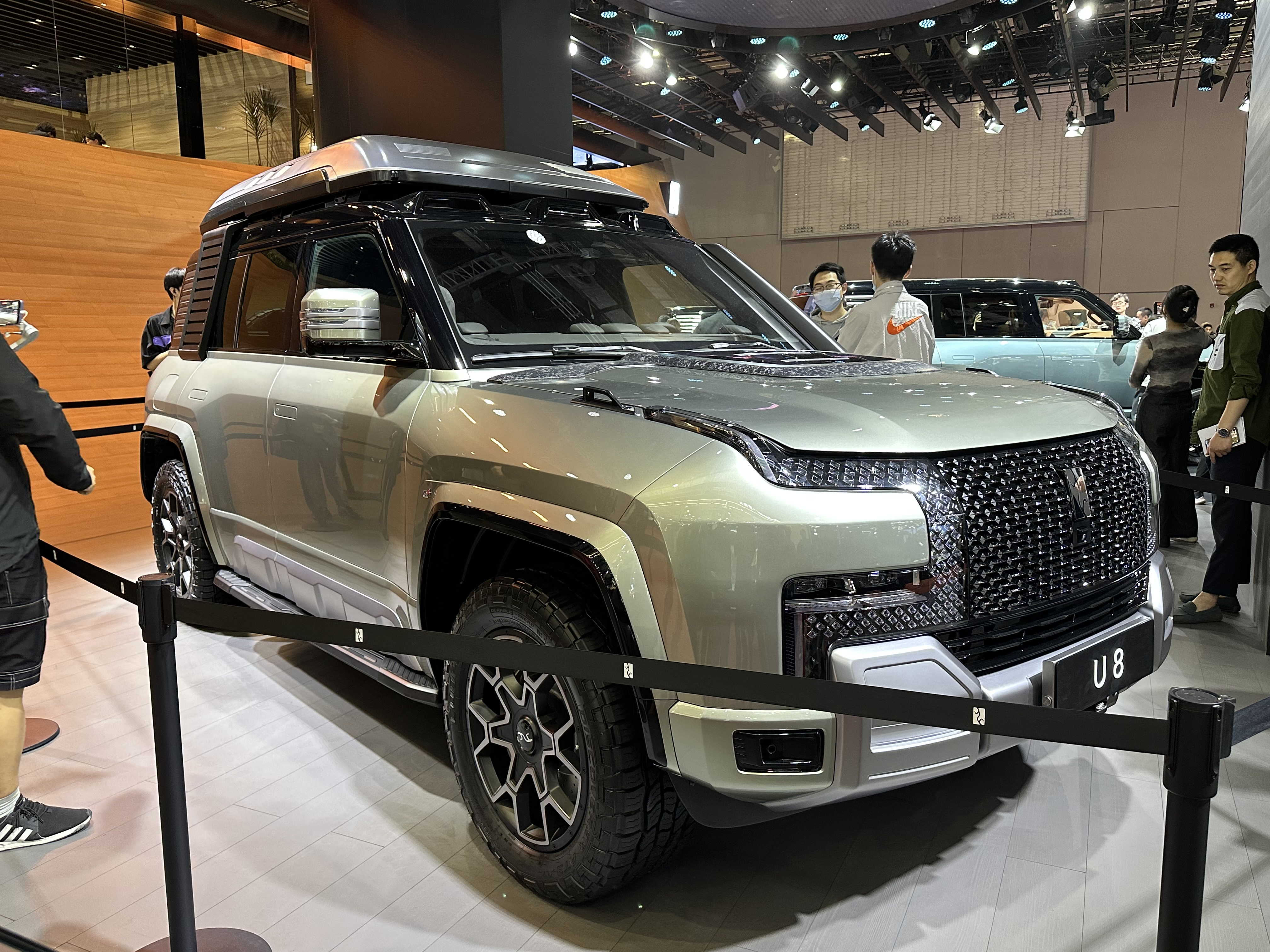
Yangwang U8
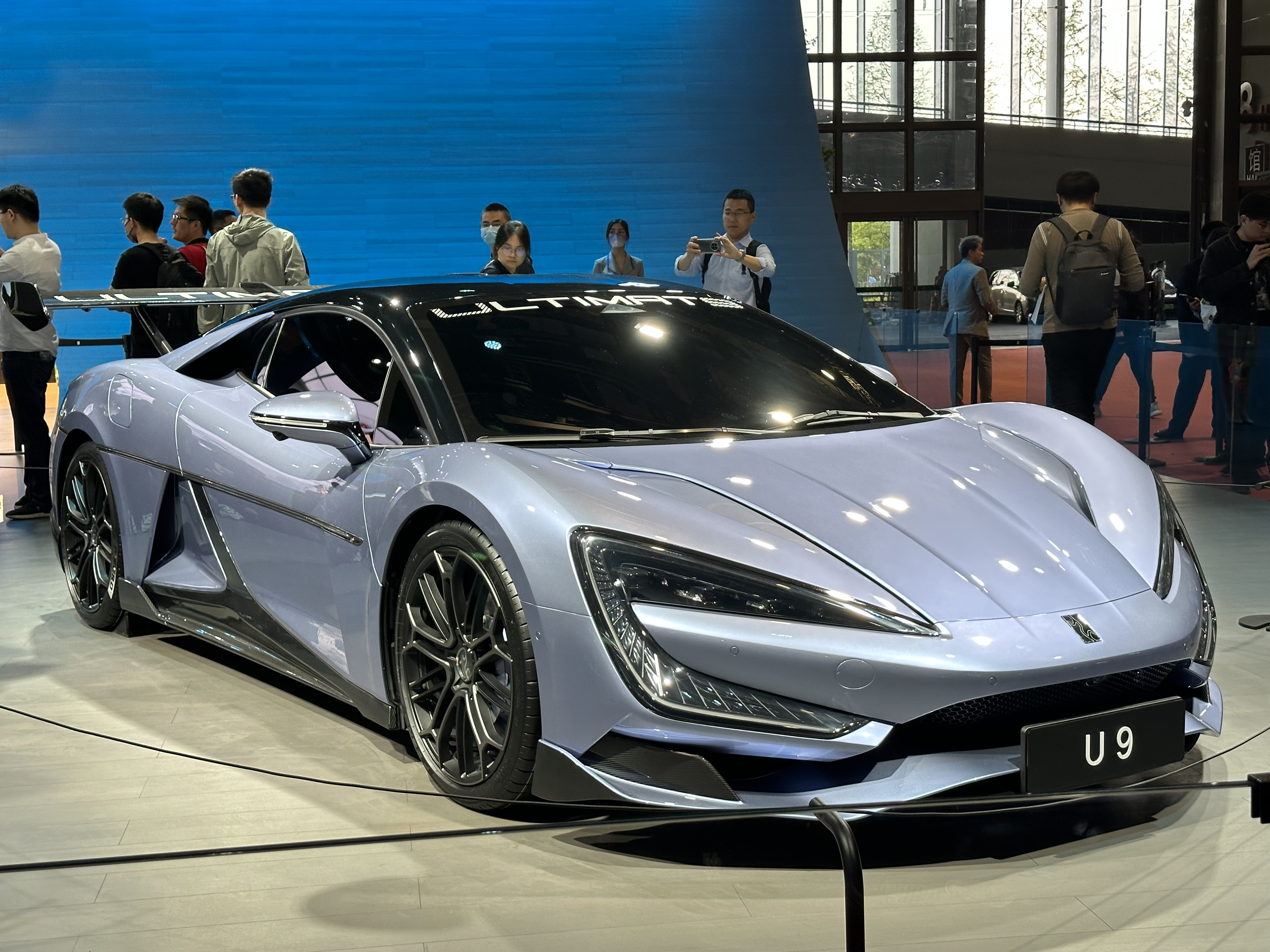
Yangwang U9
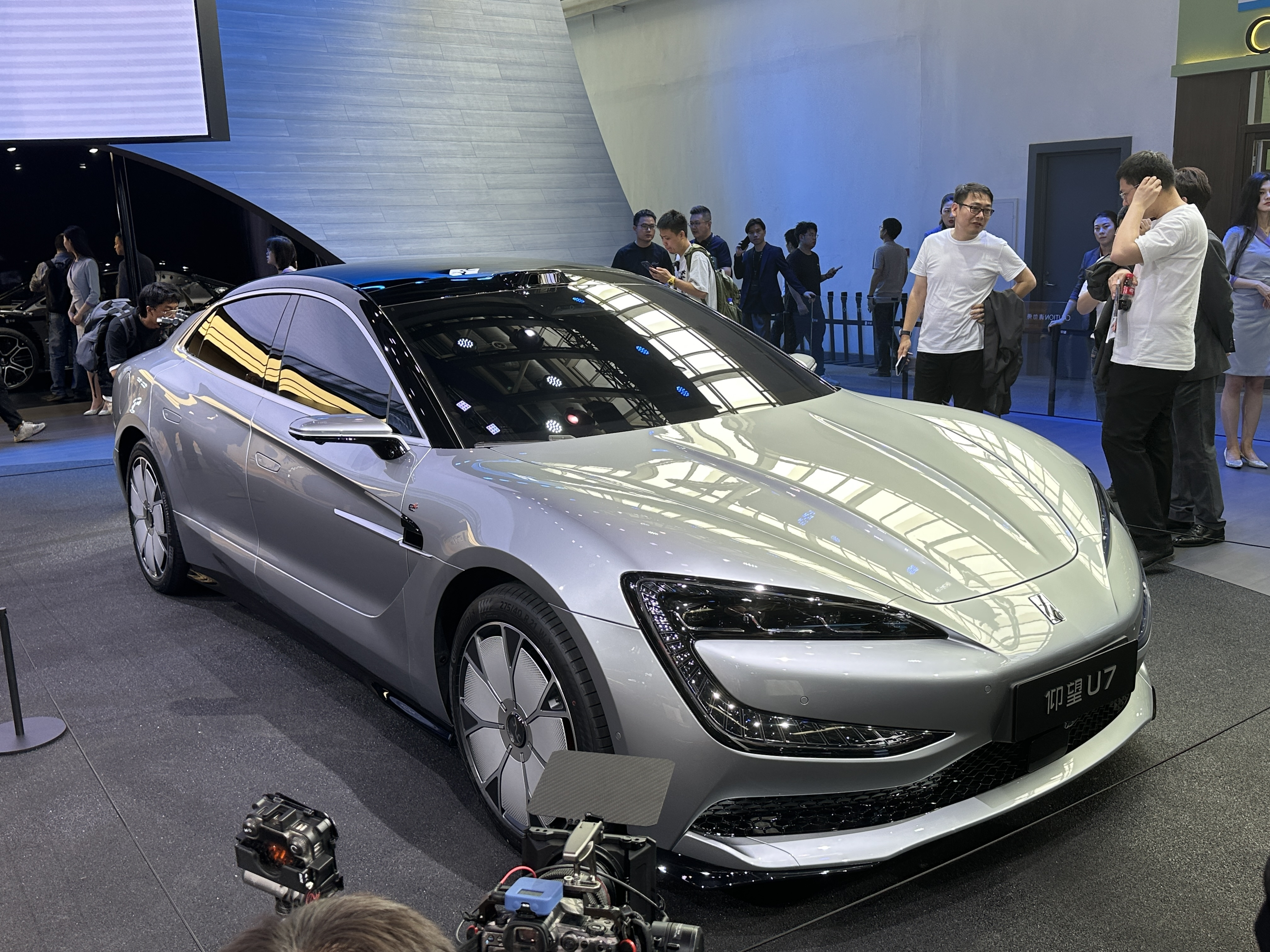
Yangwang U7